# 살바도르 호르헤 블랑코
살바도르 호르헤 블랑코(스페인어: Salvador Jorge Blanco)는 도미니카 공화국의 정치인이다. 도미니카 개혁당의 일원이었고, 1982년부터 4년간 대통령으로 재임했다.
산티아고 델 로스 카바예로스에서 태어났으며, 자코보 마즐루타(Jacobo Majluta)의 뒤를 이어 대통령으로 당선되었다.
하지만 집권 기간 동안 경제 사정이 악화되었고, 재임 중 부패 혐의가 드러나 징역 20년형을 선고받았다. 이후 무죄선고를 받기 전까지 2개월간 복역했다.
하지만 침대에서 떨어진 뒤 대뇌혈종을 일으켜 병원으로 옮겨졌고, 이후 37일간 병마와 싸우다 사망했다.